# ماریان عوض
ماریان عوض (عربی: ماريان عوض؛ زادهٔ ۲۹ اکتبر ۱۹۹۶) بازیکن فوتبال اهل اسرائیل است.
وی همچنین در تیم ملی فوتبال زنان اسرائیل بازی کرده‌است.